# Bauakademie (Einrichtung)

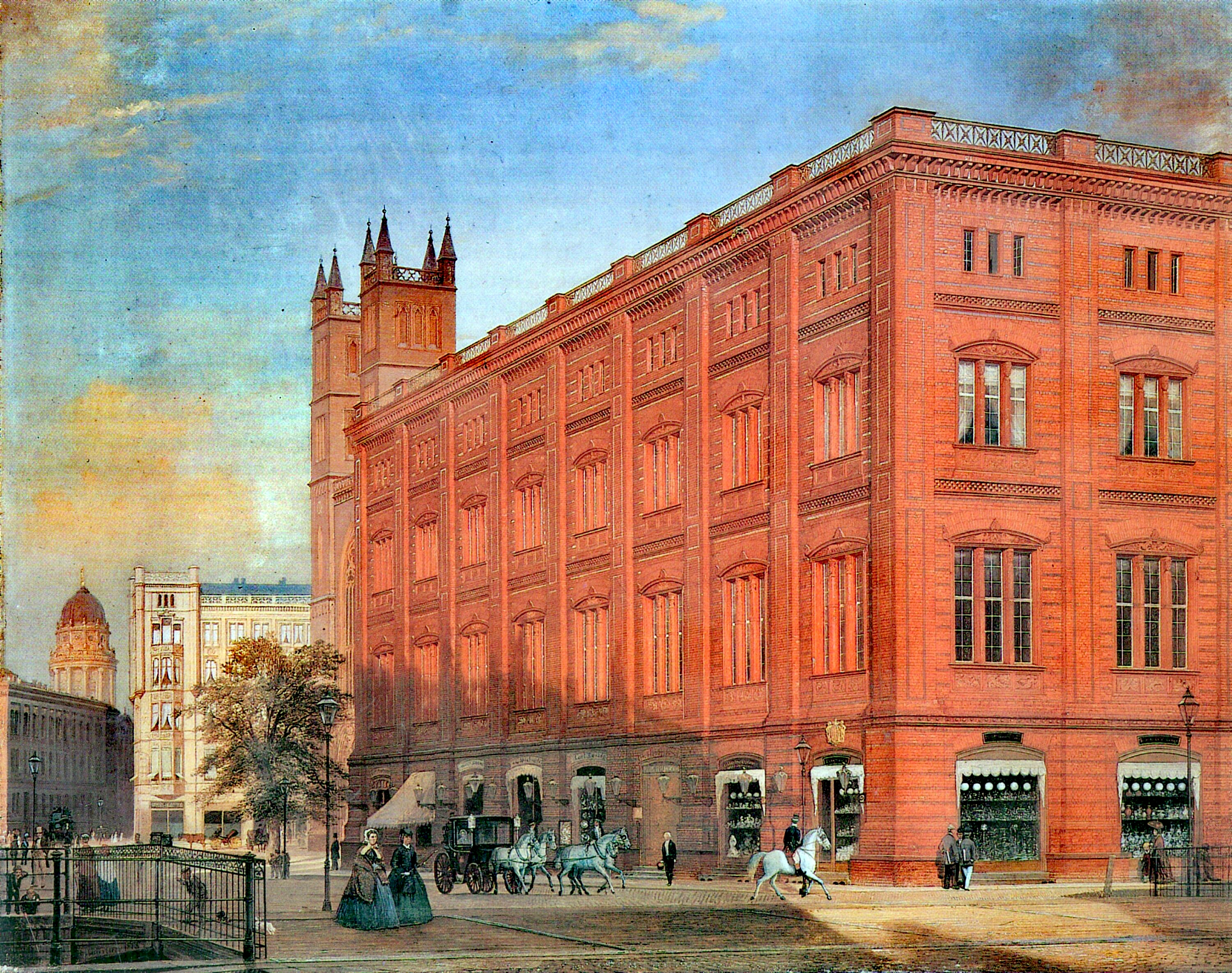
Schinkels Bauakademie, Gemälde von Eduard Gaertner, 1868

Eine Bauakademie ist eine höhere Bauschule, in der die Architektur als praktische Kunst gelehrt wird. Bauschulen sind den Universitäten gleichgestellt, im Gegensatz zu diesen (lat. universitas: Gesamtheit) werden an Bauakademien aber keine Vielzahl an Fächern, sondern nur Bauingenieurwesen und Architektur gelehrt.

## Definition
Früher waren Bauakademien teilweise selbstständige Anstalten, zum Teil Kunstakademien angegliedert, Ende des 19. Jahrhunderts wurde die Architekturausbildung in Deutschland dann aber weitgehend als Teilbereich an technische Hochschulen angegliedert. Schwerpunkt der Ausbildung von Baumeistern war der künstlerische Entwurf, gelehrt wurde Freihand-, Linear-, Konstruktions- und Ornamentzeichnen sowie im weiteren Verlauf auch architektonische Entwürfe unter Leitung einzelner Professoren. Bauakademien vereinten alle notwendigen Auditorien, Zeichensäle und Verwaltungsräume unter ihrem Dach.

Berliner Bauakademie auf einer gemalten Plane am Originalstandort, 2005

## Historisches Vorbild
Unter dem Begriff Bauakademie wird heute meist das Gebäude der Berliner Bauakademie verstanden, das nach Plänen des preußischen Oberbaudirektors Karl Friedrich Schinkel zwischen 1832 und 1836 errichtet worden war. Infolge des Zweiten Weltkriegs stark beschädigt, erfolgten erste Wiederherstellungsansätze im Jahr 1953. 1961 wurde das Gebäude jedoch abgetragen, um Baufreiheit für die Errichtung des Gebäudes Ministeriums für Auswärtige Angelegenheiten der DDR zu schaffen. Dieses wurde in den Jahren 1995/1996 wieder abgerissen. Alternativ zum nicht mehr nutzbaren Gebäude war im Jahr 1951 in der Hannoverschen Straße 28 die Deutsche Bauakademie (ab 1973 Bauakademie der DDR) unter der Präsidentschaft von Kurt Liebknecht gegründet worden. Dieses Gebäude wurde später als Ständige Vertretung der Bundesrepublik Deutschland bei der DDR genutzt. Die Bauakademie der DDR wurde im Zuge der Vereinigung der beiden deutschen Staaten 1991 aufgelöst. Die Wiedererrichtung des historischen Gebäudes der ursprünglichen Berliner Bauakademie ist vorgesehen, die Finanzierung und Nutzung jedoch seit vielen Jahren strittig.

## Weitere Bauakademien
In Anlehnung an dieses historische Vorbild gab es in der DDR die Bauakademie der DDR, in Dresden gibt es die Bauakademie Sachsen, in Biberach die Bauakademie Biberach, in Bayern befindet sich die Bauakademie Feuchtwangen und in Lauterbach/Hessen führt die Bauakademie Hessen-Thüringen ihre Seminare durch. In Österreich wird als Aus -und Weiterbildungseinrichtung der Bauwirtschaft die BAUAkademie mit Standorten in 8 Bundesländern betrieben.